# Hiiekoda
Hiiekoda (Bosco sacro in italiano) è l'album di debutto del gruppo musicale folk metal estone dei Metsatöll, pubblicato nel 2004.

## Tracce
1. Ma laulaks seda luguda
2. Lahinguväljal näeme, raisk!
3. Rauavanne
4. Saaremaa vägimees
5. Hundi loomine
6. Kui meid sõtta sõrmitie
7. Sõjahunt
8. Merepojad
9. Merimees menneb merele
10. Hundi süda sees
11. Velekeseq noorõkõsõq
12. Raiun kui rauda
13. Alle-aa
14. Eestimaa vabadiku laul puu oksa peal
15. Sajatus
16. Kotkapojad
17. Hiiekoda
18. Ussisõnad

## Formazione
- Markus "Rabapagan" Teeäär - voce, chitarra
- Lauri "Varulven" Õunapuu - chitarra, voce
- Raivo "Kuriraivo" Piirsalu - basso
- Silver "Factor" Rattasepp - batteria